# Ace Ventura: Pet Detective
 For alternative betydninger, se Ace Ventura. (Se også artikler, som begynder med Ace Ventura)
Ace Ventura – Detektiv (en: Ace Ventura: Pet detective) er en amerikansk farce/komediefilm fra 1994 med Jim Carrey i den mandlige hovedrolle og Courteney Cox i den kvindelige.
Den handler om den meget mærkelige og skøre "kæledyrsdetektiv" Ace Ventura.
Det amerikanske fodbold-hold Miami Dolphins mister deres maskot "Snow-Flake", og det er så op til Ace Ventura at få fat i den delfin igen.
Filmen er produceret af Warner Brothers og instrueret af Tom Shadyack. I 1995 kom der en efterfølger: Ace Ventura: Når Naturen Kalder

## Roller
- Jim Carrey – Ace Ventura
- Courteney Cox – Melissa Robinson
- Sean Young – Lt. Lois Einhorn
- Tone Loc – Emilio (som Tone Lõc)
- Dan Marino – sig selv
- Noble Willingham – Riddle
- Troy Evans – Roger Podacter
- Raynor Scheiner – Woodstock
- Udo Kier – Ron Camp